# 让·库蒂里耶
让·库蒂里耶（法語：Jean Couturier，1911年7月17日—？），法国男子篮球运动员。他曾代表法国国家队参加1936年夏季奥林匹克运动会男子篮球比赛，最终队伍位列第十九名。